# Chorus Girls
Chorus Girls (títol original en danès, Dansegarderoben) és una sèrie de televisió dramàtica danesa del 2023, que s'emet a TV2 i TV2 Play. La sèrie té lloc l'any 1975, just després de la sortida de Dirch Passer del Cirkusrevyen. S'ha subtitulat al català per a FilminCAT.

## Sinopsi
La Sussie és una mestressa de casa que viu amb el seu marit, en Robert. Són antics companys de ball, però en Robert és controlador i violent. La Sussie aconsegueix una feina com a ballarina al Cirkuscevyen per tal de complementar les finances de la llar i estalviar en secret per a un apartament perquè pugui allunyar-se d'en Robert.

## Repartiment
| Intèrpret               | Paper         |
| ----------------------- | ------------- |
| Marie Bach Hansen       | Sussie        |
| Mille Lehfeldt          | Ulla-Berit    |
| Olivia Joof Lewerissa   | Vibeke        |
| Marie Reuther           | Joy           |
| Andrea Heick Gadeberg   | Mimi          |
| Nanna Koppel            | Diana         |
| Rebecca Rønde Kiilerich | Henny         |
| Coco Hjardemaal         | Åse           |
| Anders W. Berthelsen    | Preben Kaas   |
| Esben Dalgaard Andersen | Jørgen Ryg    |
| Helle Dolleris          | Lily Broberg  |
| Carsten Svendsen        | Claus Ryskjær |
| Annika Aakjær           | Lisbet Dahl   |
| Andreas Bo              | Dirch Passer  |
| Jakob Oftebro           | Robert        |
| Ditte Hansen            | Kate          |
| Louise Mieritz          | Tutter        |